# سفين آغسن
سفين آغسن (بالدنماركيَّة: Sven Aggesen، باللاتينيَّة: Sveno Aggonis)، مؤرِّخ دنماركيّ من القرن الثاني عشر، وصاحب مؤلَّف «تاريخ موجز لملوك داكيا» (باللاتينية: Brevis Historia Regum Dacie)، وهو أول محاولة لكتابة كتاب يحيط بتاريخ الدنمارك خلال الفترة الممتدة من عام 300 حتى عام 1185. يعد سجلات روسكيلده الكتاب الوحيد الذي سبق كتابه إلى ذلك (والذي كتِب قبل عقود عدة).

## أعماله
لم تثنيه خدمته للملك عن مزاولة الكتابة.
كان أول عمل كتبه «ليكس كاستريسس» (باللاتينية: Lex Castrensis) عبارة عن إعادة سرد لأحد القوانين الجزائية والتعويضية القديمة التي طبقت أصلًا على الجنود الذين خدموا الملك.
ربما كتب هذا العمل في عام 1181 وعام 1182. ذكر آغسن في مقدمة العمل رغبته في كتابة قائمة بملوك الدنمارك. ويعتقد أنه أنجز هذا العمل، والذي يعد ضروريًا لكتابة تاريخ الدنمارك نظرًا لاستعمال أحد الكتاب الذين عاشوا خلال القرن الثالث عشر لهذه القائمة. لم يصلنا من القائمة الأصلية سوى أجزاء مشرذمة.
أمَّا أشهر أعمال سفين آغسن فهو «تاريخ موجز لملوك داكيا» (باللاتينية: Brevis Historia Regum Dacie)، والذي يعتقد أنه فرغ منه في عام 1186 أو عام 1187 (حيث ذكر آخر حدث في عام 1185). يغطي المؤلَّف تاريخ الدنمارك بدءًا من الملك الأسطوري سكيولد نحو عام 300 إلى عام 1185.